# 奇幻文學史

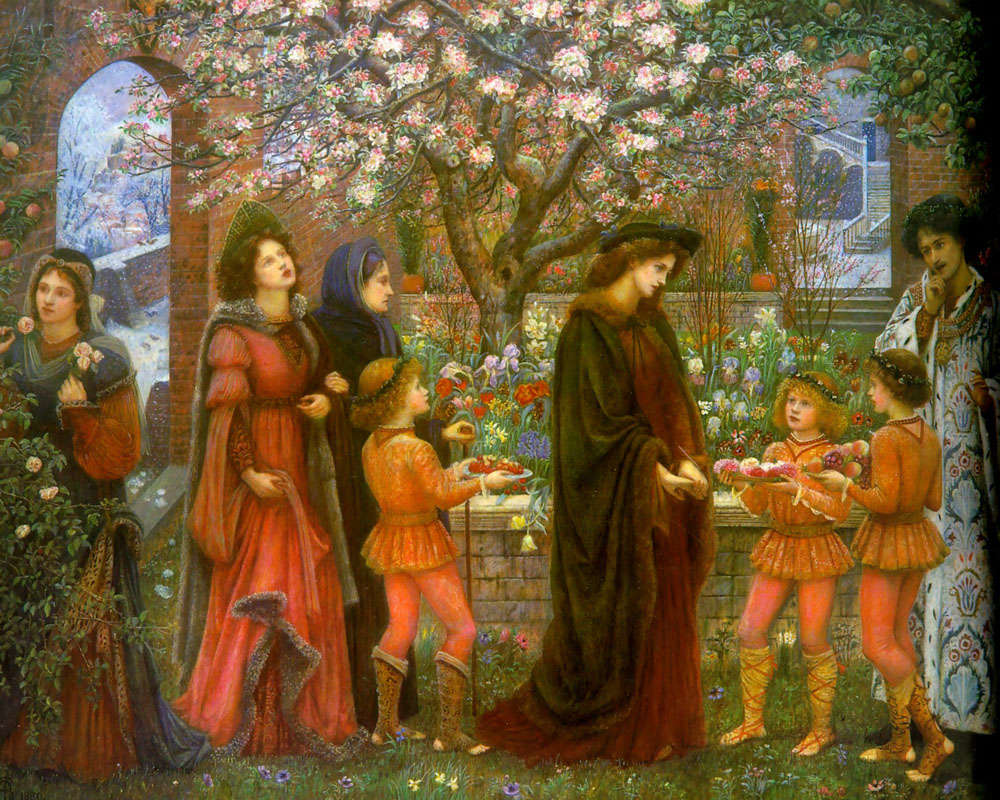
"Messer Ansaldo的魔法花园"，Marie Spartali Stillman绘。这个《十日谈》中的传说是奇幻文学从传说向现代奇幻进化的例证。

尽管现代奇幻仅有不过两百年的历史，但是其源头可以追溯至很久以前，因为当文学刚出现时，其中便有了奇幻的成分。现代奇幻与仅有奇幻成分的传说不同之处在于，现代奇幻作品的内在逻辑、幻想本质以及奇幻成分的来源，即它们是刻意被创作出来的，而不是来源于民间传说。
托尔金创作的魔戒对奇幻领域产生了巨大的影响，他建立了严肃奇幻这一写作形式，并且为建立合乎营商原则的具有商业特征的奇幻文学做了大量工作。

## 奇幻文学与早期幻想作品的区别
即使是极具幻想元素的神话、传说以及童话等，也和现代奇幻有着以下三方面的差异：

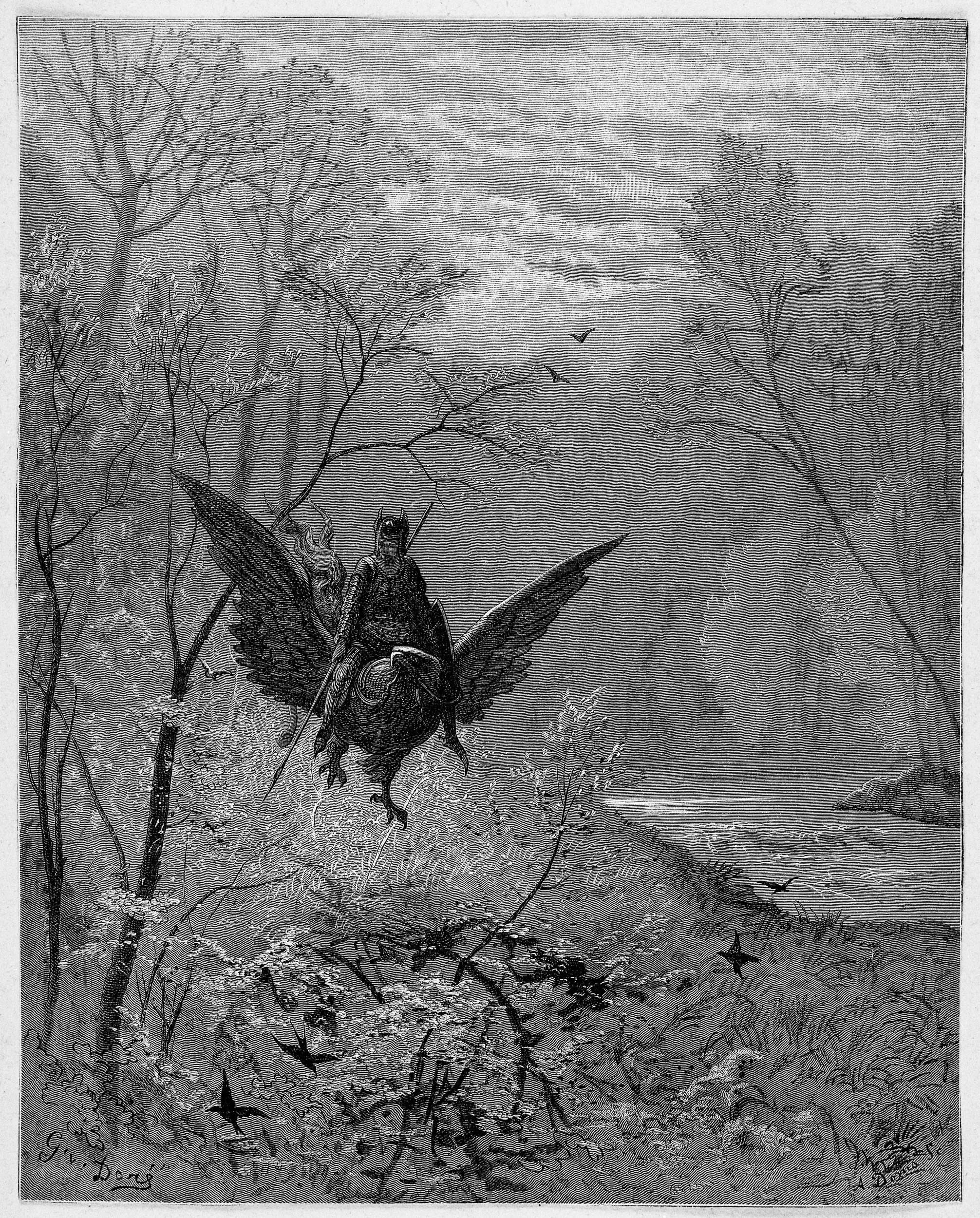
Orlando furioso（疯狂的奥兰多）之绘画，主要描绘了一个从未出现在民俗传说中的怪物，hippogriff。

现代奇幻文学中通常假定一个不同的现实世界，或者是与现实世界分离的幻想世界，抑或是隐藏于现实世界中的幻想世界。另外，即使没有直接的叙述，也通过其他方法来描述这个幻想世界的运行法则、地理、历史等方面。而早期的有幻想元素的故事通常发生在很久以前的现实世界中，或者是非常遥远的未知世界。这类作品中，很少具体描述故事所发生的世界，而只是简单地说故事发生在“很久很久以前”或者“很远很远的地方”。（这些故事的比较现代而理性的版本可以参见19世纪至20世纪的失落的世界类型的作品。）
第二点不同在于现代奇幻中的超自然元素是被设定为纯幻想的，而在早期的幻想故事中，超自然与现实之间的差异可以有很大的跨度：例如传说，通常被认为是实际存在的；又如神话，是用比较容易理解的词句来描写复杂现实；又如晚期的幻想文学作品，其从创作伊始就是以幻想为基调的。
最后一点，现代奇幻中的幻想世界是由一个或一群作家作创造的，通常情况下使用传统的幻想元素，但以其自己的方式进行诠释。 早期的幻想故事使用大家熟悉的神话与民俗传说，故事中与原始的神话与民俗传说不同的地方被认为仅是同一主题下的变化而已，而从不会被认为是独立与原始的神话与民俗传说的。从早期幻想故事到现代奇幻的转变的例子有，哥特小说、19世纪流行的灵异故事以及浪漫主义小说，这些例子中都使用了传统的幻想元素，但这些元素都服务于作家的创作理念。
一种标准认为，无论包含了多少幻想元素，在现代奇幻这种文类被正式定义之前创作的作品都不能被称作奇幻。另一种标准认为，奇幻包含了所有的幻想文学，既有现代奇幻，又有早期的幻想故事，因为很多早期的作家认为是现实的（或者并不明显是不现实的）元素在现代的读者看起来可能完全是幻想的。但即使以第一种比较狭隘的定义，也很有必要完整地研究文学作品中幻想（元素）的历史，用以了解现代奇幻的起源，而且现代的奇幻作家常常从早期的幻想故事中汲取灵感。
关于法国的fantastique文类及其历史，请参见Fantastique。

### 啟蒙運動時期

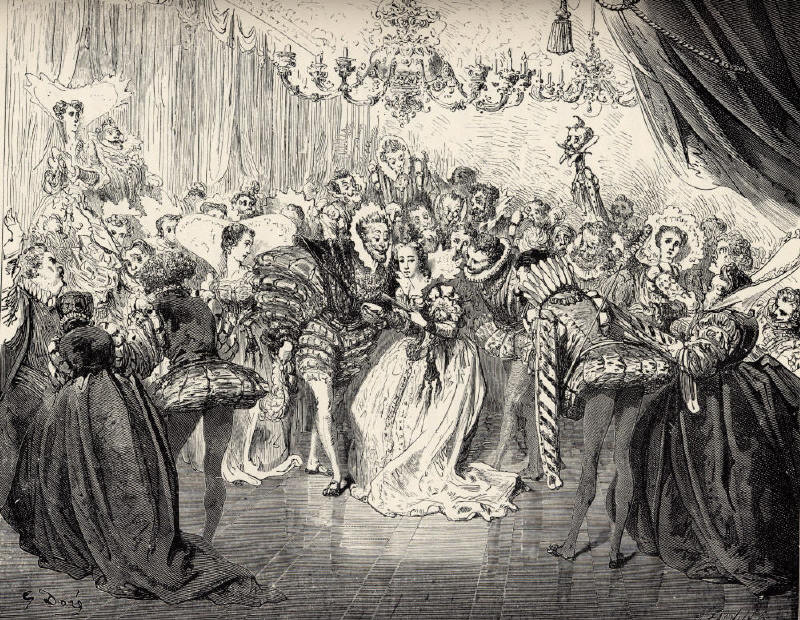
古斯塔夫·多雷替夏爾·佩羅的「灰姑娘」畫的插畫。

### 浪漫主義

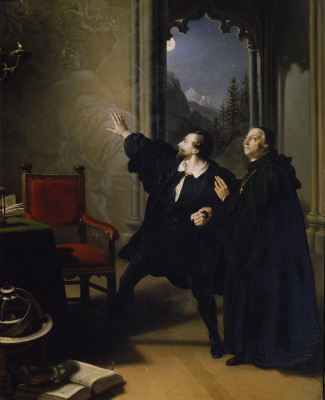
拜倫的「Manfred」。

## 现代奇幻
現代奇幻文學起源自18世紀逐漸成長的虛構旅行者故事，並和當時早期的幻想小說（speculative fiction）互相影響。最終，在19世紀時奇幻文學從帶奇幻成分的文學裡獨立出來，於19世紀晚期成為一種獨立的文學作品（主因是當時「主流」小說裡原本無所不在的奇幻元素減少了）。

### 托尔金
但是最重要的是，托尔金的《哈比人历险记》和《魔戒》的流行使得严肃奇幻得以出现，这些作品使得奇幻真正进入了主流。托尔金在1937年出版了哈比人历险记并在20世纪50年代出版了魔戒，前者是儿童奇幻，后者是非常严肃宏伟的史诗奇幻。虽然托尔金的作品在英国很成功，但直到20世纪60年代才流行于美国，并且销量巨大而且稳定. 。世界范围的不同组织进行的许多调查认为《魔戒》是20世纪最伟大的著作。
再怎么夸大《魔戒》在奇幻文学上的影响都不为过。在某些方面，它超越了之前的所有奇幻作品，并且毫无疑问的开创了奇幻这一写作类别。 其他作家使用魔戒里的设定，创作了大量托尔金风格的作品。
从威廉·莫里斯（William Morris）的时代开始，奇幻小说家们创作了很多奇幻世界，而托尔金的影响强烈的激发了他们，讓以夢中世界（dream frame）這種傳統架構來解釋奇幻世界設定的現象漸地減少。這不僅起源於托爾金的例子，也來自於他自己的文學評論；在托爾金的 On Fairy Stories 一文中，他把這種設定稱為「次要世界」（secondary worlds），這篇評論文章對往後的奇幻文學評論有深大的影響。C·S·路易斯的《纳尼亚传奇》、厄休拉·勒吉恩的《地海》等其他成功的奇幻系列，和托尔金的作品一起，加强了奇幻体裁的流行并推动了奇幻文学的潮流。

### 后托尔金时代奇幻
有了托尔金作品的巨大成功，很多出版商开始寻找新的有类似大众市场吸引力的系列。出版奇幻文学第一次被认为是一项利润丰厚的商业计划，并且奇幻小说开始替代科幻杂志。
尽管奇幻文学还是在某种程度上还是小市场，其在最近开始有所改变。长系列的软奇幻，如Piers Anthony (Xanth)和泰瑞·普莱契(《碟形宇宙》)经常成为是20世纪80年代销售列表上的畅销书。而主要得益于J·K·罗琳的畅销书系列《哈利波特》，奇幻得以开始和主流科幻更多的相互交织在一起。《魔戒电影三部曲》和《纳尼亚传奇：狮子·女巫·魔衣橱》等非常成功的电影会更进一步的推进这一趋势。